# Trawsfynydd
Trawsfynydd est un village et une communauté du Gwynedd, au pays de Galles.

## Géographie
Trawsfynydd est situé à une dizaine de kilomètres au sud de la ville de Blaenau Ffestiniog, au bord du Llyn Trawsfynydd (en), un lac de barrage sur la Prysor (cy). La route A470 (en) contourne le village à l'est.
La communauté de Trawsfynydd comprend aussi les villages et hameaux de Bronaber (en) et Cwm Prysor (cy).
La centrale nucléaire de Trawsfynydd, au nord du village, est en activité de 1965 à 1991.

## Démographie
Au recensement de 2011, la communauté de Trawsfynydd comptait 973 habitants.